# Peio Huestamendia
 (août 2025).
 Peio Huestamendia, né le 8 novembre 2006 à Bilbao, est un footballeur espagnol qui joue au poste d'ailier à l'Athletic Bilbao.

## Biographie

### Carrière en club
Né à Bilbao en Espagne, Peio Huestamendia est formé par l'Athletic Bilbao, où il joue d'abord avec le CD Baskonia dès la saison 2023-2024,, avant de commencer sa carrière professionnelle avec l'équipe reserve en championnat d'Espagne de troisième division lors de la fin de saison suivante.

### Carrière en sélection
En juin 2025, Huestamendia est convoqué avec l'équipe d'Espagne des moins de 19 ans pour participer au Championnat d'Europe des moins de 19 ans qui a lieu en Roumanie.
L'Espagne l'emporte en demi-finale contre l'Allemagne, sur le score de 6-5 après des prolongations et un match riche en retournements,. Elle s'incline ensuite face aux Pays-Bas lors de la finale, sur la plus petite des marges (0-1),.

## Palmarès
Espagne -19 ans
- Championnat d'Europe
  - Finaliste en 2025